# Warężyn
Warężyn – wieś w Polsce, położona w województwie śląskim, w powiecie będzińskim, w gminie Siewierz.
W latach 1975–1998 miejscowość administracyjnie należała do województwa katowickiego.

## Nazwa
Nazwę miejscowości w zlatynizowanej staropolskiej formie Warązin wymienia w latach (1470–1480) Jan Długosz w księdze Liber beneficiorum dioecesis Cracoviensis.

## Integralne części wsi
| SIMC    | Nazwa              | Rodzaj                |
| ------- | ------------------ | --------------------- |
| 0221630 | Kuźnica            | część wsi             |
| 0221646 | Kuźnica Piaskowa   | część wsi, do 2024 r. |
| 0221652 | Kuźnica Podleśna   | część wsi, do 2024 r. |
| 0221669 | Kuźnica Warężyńska | część wsi, do 2024 r. |
| 0221675 | Podwarężyn         | część wsi             |
| 0221681 | Posady             | część wsi             |

## Historia
W okresie międzywojennym Warężyn należał do gminy Wojkowice Kościelne. Po II wojnie światowej przechodziły kolejno pod administrację gminy Wojkowice Kościelne (1945-1949), gminy Ząbkowice (1950-1954), gromady Wojkowice Kościelne (1954–72), gminy Wojkowice Kościelne (1973-1975), miasta Ząbkowice (1975-1977) i wreszcie gminy Siewierz od 1 lutego 1977

## Turystyka
W miejscowości tej są zanotowano występowania bociana białego, jastrzębi, kukułek, sarn, dzików, lisów i wiele więcej zwierząt.
Miejscowość ta jest atrakcyjna turystycznie, gdyż znajdują się w pobliżu dwa sztuczne zbiorniki wodne Przeczyce i Pogoria IV.